# Блакитник західний
Блакитник західний(Sialia mexicana) — вид горобцеподібних птахів родини дроздових (Turdidae). Поширений у західній частині Північної Америки.

## Поширення
Західний блакитник був витіснений зі свого природного середовища існування через вирубування дерев; однак він адаптувався до хвойних лісів, сільськогосподарських угідь, напіввідкритої місцевості та пустелі. Цілорічний ареал охоплює Каліфорнію, південь Скелястих гір, Аризону та Нью-Мексико в Сполучених Штатах, а також далеко на південь до штатів Оахака та Веракрус у Мексиці. Літній ареал розмноження простягається на північ до тихоокеанського північного заходу, Британської Колумбії та Монтани. Північні популяції можуть мігрувати в південні частини ареалу; південні популяції часто є осілими.

## Підвиди
- Sialia mexicana occidentalis Townsend, JK, 1837 — цей підвид зустрічається від південно-західної Канади до північної Нижньої Каліфорнії на північному заході Мексики.
- Sialia mexicana bairdi Ridgway, 1894 — поширений від внутрішнього заходу США до Сонори та Чихуахуа на північному заході Мексики.
- Sialia mexicana jacoti Phillips, AR, 1991 — цей підвид зустрічається в південно-центральній та північно-східній частині Мексики.
- Sialia mexicana amabilis Moore, RT, 1939 — поширений у північно-центральній частині Мексики..
- Sialia mexicana nelsoni Phillips, AR, 1991 — цей підвид зустрічається лише в центральній Мексиці.
- Sialia mexicana mexicana Swainson, 1832 — номінальна форма широко поширена в південно-центральній частині Мексики.

## Опис
Це невеликий кремезний птах завдовжки від 15 до 18 см. Дорослий самець яскраво-блакитний зверху та на горлі з помаранчевими грудьми та боками, коричневою плямою на спині та сірим черевом та підхвістом. Доросла самиця має тьмяно-блакитне тіло, крила та хвіст, сіре горло, тьмяно-помаранчеві груди та сірі черевце та підхвістя. Обидві статі мають тонкий прямий дзьоб з досить коротким хвостом. Незрілі птахи мають тьмяніші кольори, ніж дорослі, і мають плями на грудях і спині.